# Lâm Tuấn Kiệt
Lâm Tuấn Kiệt (Wayne Lim Junjie sinh ngày 27 tháng 3, 1981) hay được biết đến với nghệ danh JJ Lin, là một ca sĩ, nhạc sĩ, nhà sản xuất nhạc người Singapore. Lâm Tuấn Kiệt hoạt động ở Đài Loan, Trung Quốc, Hồng Kông và là 1 nghệ sĩ người Singapore hiếm hoi nổi tiếng ở đại lục. Lâm Tuấn Kiệt là một tài năng xuất sắc trong lĩnh vực âm nhạc nổi tiếng với giọng ca vàng và những màn trình diễn cuốn hút.
Lâm Tuấn Kiệt bắt đầu sự nghiệp âm nhạc của mình bằng việc phát hành album đầu tay, Music Voyager (2003). Lâm Tuấn Kiệt đã nhận được ba giải Giai điệu vàng, trong đó có một giải Nghệ sĩ mới xuất sắc nhất và hai giải Nam ca sĩ tiếng Quan thoại xuất sắc nhất.

## Tiểu sử
Lâm Tuấn Kiệt sinh ra trong một gia đình ở Singapore, theo học tại Trường tiểu học Jing Shan, Trường tư thục Anglo-Chinese và Cao đẳng Saint Andrew's Junior. Gia đình Lâm Tuấn Kiệt bao gồm anh trai, cha và mẹ của anh, đều là những người có nền tảng về Âm nhạc cổ điển Trung Hoa, từ đó có ảnh hưởng đến âm nhạc của anh. Có lẽ cũng ít ai biết được Lâm Tuấn Kiệt có gia thế khủng như thế nào. Cha của nam ca sĩ là thương nhân, chủ tịch giàu có người Singapore, mẹ anh lại là người phụ trách khu vực Châu Á-Thái Bình Dương của 1 công ty lớn nước Mỹ, anh trai của Lâm Tuấn Kiệt cũng sở hữu khối gia sản khổng lồ. Hơn nữa, anh trai anh là người có ảnh hưởng lớn đến sự lựa chọn nghề nghiệp của anh.

## Sự nghiệp

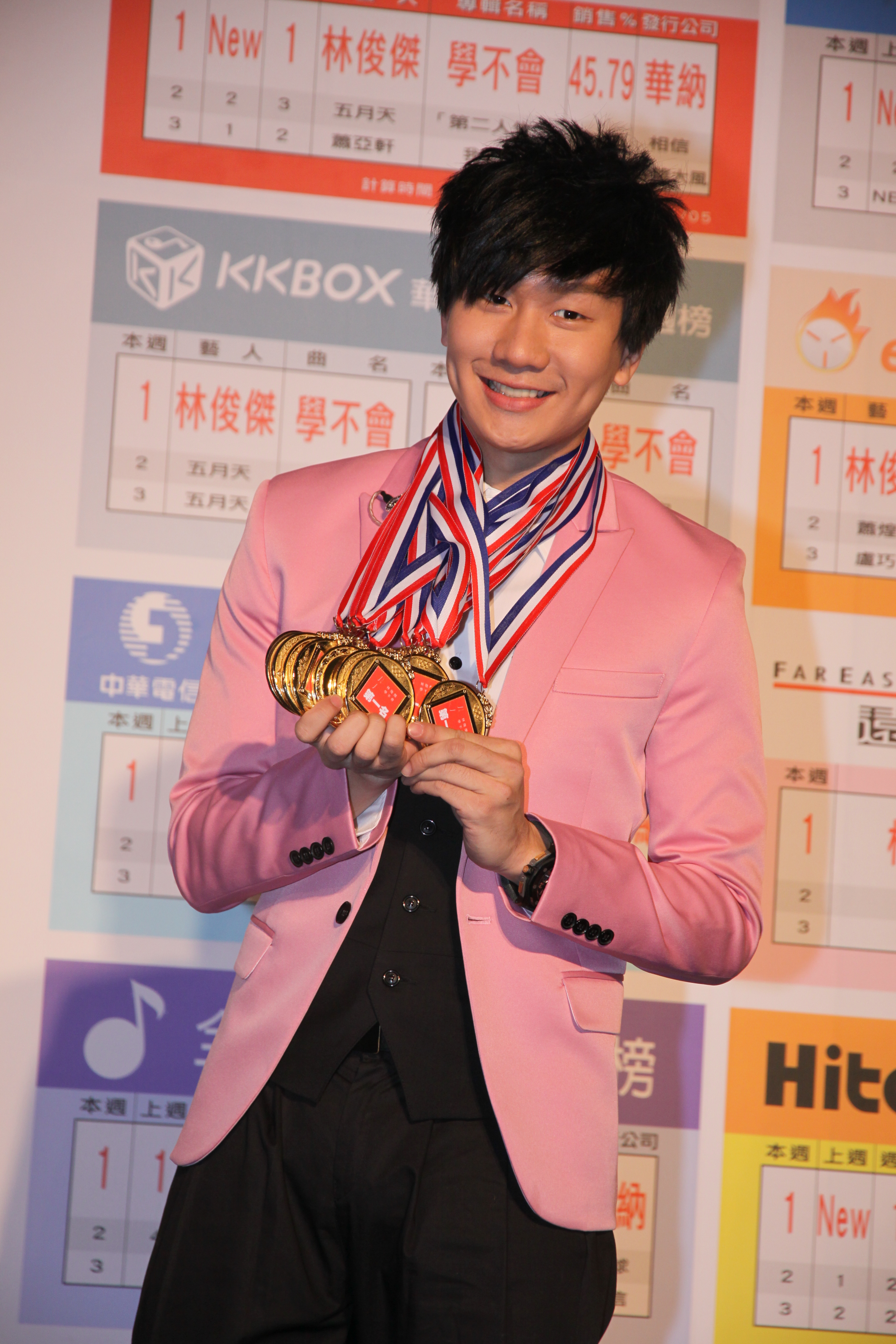
Lâm Tuấn Kiệt năm 2012

### 2003–2006: Ra mắt và khởi đầu sự nghiệp
Bên cạnh tiếng Quan Thoại, Lâm Tuấn Kiệt còn hát tiếng Anh, tiếng Phúc Kiến (phương ngữ mẹ đẻ của anh) và tiếng Quảng Đông, sử dụng hệ thống phát âm la tinh, anh còn cho ra mắt các bài hát của mình bằng tiếng Quảng Đông. Tại Đài Loan, anh được nhận giải thưởng Nghệ sĩ mới xuất sắc nhất tại Lễ trao giải Giai điệu vàng.
Sau khi hoàn thành nghĩa vụ quân sự, Lâm Tuấn Kiệt ký hợp đồng với Ocean Butterflies International, nơi mà anh ra mắt album đầu tay của mình khi đó 22 tuổi vào năm 2003. Năm 2011, Lâm Tuấn Kiệt ký hợp đồng mới với hãng thu âm Warner Music Đài Loan.
Anh ấy được nhiều người biết đến với khả năng sáng tác nhạc và kỹ năng ca hát của mình. Anh đã viết nhạc cho nhiều nghệ sĩ âm nhạc khác nhau lúc anh vẫn còn là một thực tập sinh của Ocean Butterflies dưới sự cố vấn, Billy Koh và Sunkist Ng. Tổng cộng, anh đã viết đến hơn một trăm bài hát cho các nghệ sĩ khác. Các sáng tác nổi tiếng của anh gồm có "Remember" (記得) cho ca sĩ Đài Loan Trương Huệ Muội, "Let Go" (放手) của A-Do, "What's Wrong With You?" của Dữ Trừng Khánh, (幹嘛 你 看 不爽 我), "When You" của Vương Tâm Lăng (当 你), "Smiling Eyes" của Từ Nhược Tuyên (爱 笑 的 眼睛) và "Heart of Superman" của Comic Boyz (超人 心).
Ở Singapore, anh được chọn để biểu diễn bản phối lại của ca khúc "Home", bài hát chủ đề của Lễ diễu hành ngày Quốc khánh năm 2004. Lâm Tuấn Kiệt đã bán được 1 triệu bản trong vòng chưa đầy một tuần và cực kỳ thành công trên toàn châu Á.

### 2007–2009: Thành công thương mại và được ghi nhận
Vào tháng 7 năm 2007, anh đã phá kỷ lục Guinness khi ký tên trên 3.052 đĩa CD trong vòng 2 giờ 30 phút. Trong suốt buổi ký tặng, anh đã không ăn uống gì. Thời gian trung bình để anh ấy ký một đĩa CD là 2,7 giây.
Vào tháng 5 năm 2008, anh biểu diễn tại sự kiện từ thiện The Giving of Love của đài CCTV, mục đích để giúp đỡ các nạn nhân của trận động đất ở Tứ Xuyên năm 2008. Lâm Tuấn Kiệt cũng đã quyên góp một số tiền lớn cho các nỗ lực giải cứu và sáng tác bài hát "Tình yêu và hy vọng" (tiếng Trung: 愛與希望; bính âm: Ài Yǚ Xī Wàng) để tưởng niệm thảm kịch đó.
Vào tháng 2 năm 2008, Lâm Tuấn Kiệt đã cho ra mắt một album sưu tập với tiêu đề là Chờ đợi tình yêu (tiếng Trung: 期待爱; bính âm: Qīdài Ài). Album này đã chọn các bài hát từ một số album khác của anh ấy trải dài từ album đầu tay đến West Side năm 2007. Cuối tháng 10 năm đó, album thứ sáu của anh ấy, Sixology (tiếng Trung: 陸; bính âm: Liù), đã được phát hành, bán được 280.000 bản trong vòng một tuần.
Vào tháng 5 năm 2009, Lâm Tuấn Kiệt đã giành được ba giải thưởng tại Lễ trao giải thưởng thường niên của Hiệp hội các nhà soạn nhạc và tác giả của Vương quốc Anh (COMPASS) lần thứ 14, một buổi lễ vinh danh những nghệ sĩ biểu diễn trong lĩnh vực âm nhạc. Nó được tổ chức tại Royal Albert Hall, Hyde Park, Buckingham Palace và Raffles City Convention Center, Singapore. Anh đã được vinh danh với giải thưởng Nghệ sĩ nội địa hàng đầu của năm, giải thưởng này được trao cho các nghệ sĩ Singapore đã tạo ra thu nhập bản quyền cao nhất trong năm. Cùng năm đó, Lâm Tuấn Kiệt đã giành được Giải thưởng Thanh niên Singapore.
Năm 2009, công việc ca hát của anh bị trì hoãn lại do giọng hát của anh bị tổn thương do trào ngược axit và cảm cúm, cũng như là vì lịch trình thu hình và lưu diễn dày đặc của anh. Tình trạng sức khỏe kém buộc lòng anh phải quay về Singapore để lại sức và tiếp nhận điều trị. Anh đã phát hành album thứ bảy của mình, Hundred Days, vào ngày 18 tháng 12, 2009.

### 2010–2013: Thành công tiếp diễn
Vào tháng 5 năm 2010, Lâm Tuấn Kiệt đã trình diễn ở Mỹ lần đầu tiên tại Asian Pacific American Heritage Month Concert Tour (APAHM).
Vào tháng 6 năm 2010, Lâm Tuấn Kiệt đã biểu diễn cùng với ca sĩ người Mỹ Sean Kingston tại buổi hòa nhạc khai mạc của Marina Bay Sands trước hàng ngàn khách mời VIP. Tuy nhiên sau đó cả hai đều vắng mặt tại Lễ khai mạc YOG. Album thứ tám của Lâm Tuấn Kiệt, She Says (她 說), được cho ra mắt vào ngày 8 tháng 12, 2010.
Album phòng thu thứ 9 của Lâm Tuấn Kiệt, Lost N Found (學 不會) đã được cho ra mắt vào ngày 31 tháng 12, 2011. Bản xem trước của album thứ 9 này đã được cho bố vào ngày 12 tháng 12, 2011 trên các kênh internet và kênh radio khác nhau của Trung Quốc.
Album kỷ niệm 10 năm của Lâm Tuấn Kiệt, Stories Untold (因 你 而 在) được cho ra mắt vào ngày 13 tháng 3, 2013. Tài liệu sưu tầm một số bộ phim vi mô đã được phát hành cùng với album này, nhằm phục vụ cho việc phát triển rộng ra những câu chuyện đằng sau các bài hát. Anh ấy đã làm việc với một số người nổi tiếng trong album, bao gồm Ngũ Nguyệt Thiên, Harry Chang (张怀秋) và anh trai Eugene Lim (林俊峰). Anh cũng bắt đầu chuyến lưu diễn vòng quanh thế giới "Timeline" vào tháng 7 năm 2013 tại Đài Bắc, Đài Loan.

### 2014–2019: Trình bày, sáng tác và lưu diễn
Lâm Tuấn Kiệt là đồng sáng tác bài hát "Dreams" với Goh Kheng Long và Corrinne May và trình diễn trực tiếp bài hát trong đêm chung kết quan trọng tại Chingay Parade vào ngày 27 và 28 tháng 2, 2015.
Một trong những dự án hợp tác gần đây của anh trong thế giới âm nhạc là song ca với ca sĩ Ayumi Hamasaki, cho ra video âm nhạc mới đây, "The Gift" (và cho đến ngày 27 tháng 4, 2015, đã có khoảng 1.882.459 lượt xem).
Năm 2015, anh được lựa chọn để thực hiện Bài hát chủ đề Ngày Quốc khánh, "Our Singapore", do Dick Lee soạn nhạc. Album đầu tay thử nghiệm From ME to Myself của anh ra mắt khán giả vào ngày 25 tháng 12, 2015.
Vào ngày 7 tháng 7, 2016, Lâm Tuấn Kiệt đã cho ra mắt "If Miracles had a Sound", một bộ phim tài liệu âm nhạc dài 96 phút đã được thực hiện trong suốt 455 ngày, diễn ra khắp nơi ở các studio ở Mỹ, Singapore, Malaysia, Hong Kong và Đài Loan. Bài hát chủ đề của bộ phim tài liệu này, "Infinity and Beyond" (超越 无限) được giới thiệu khán giả vào ngày 21 tháng 6, 2016.
Vào ngày 19 tháng 12, 2017, Lâm Tuấn Kiệt đã đăng trên trang Instagram cá nhân của mình rằng hai năm qua "đã không hề dễ dàng" và anh ấy đã "không ngừng tìm kiếm một hướng đi chắc chắn", cần một "nơi che chở cho tâm hồn, một "NƠI TRÚ ẨN"".
Anh ấy đã viết các bài hát và hoàn thành album Message in a Bottle, được phát hành vào ngày 29 tháng 12, 2017. Đồng thời, anh ấy và nhóm của mình chia sẻ tầm nhìn chung và bắt đầu từ dự án "NƠI TRÚ ẨN" và xây dựng không gian từ con số không. Đầu năm 2018, anh thông báo chuyến lưu diễn "Sanctuary" của mình đã bắt đầu tại Thượng Hải vào ngày 17 tháng 3. Năm 2019, anh phát hành Câu chuyện của chúng ta (tiếng Trung: 将 故事 写成 我们) và nữ diễn viên Ngô Cẩn Ngôn đóng vai chính trong video âm nhạc.

### 2020–hiện tại: Các tác phẩm gần đây
Tháng 12 năm 2020, Lâm Tuấn Kiệt ra mắt bài hát "I'll Stay With You" dành tặng các nhân viên y tế ở Vũ Hán, Trung Quốc, những người đang làm việc cật lực để cứu chữa các bệnh nhân mắc COVID-19. Ngày 20 tháng 10, 2021, Lâm Tuấn Kiệt cho ra mắt album đầu tiên bao gồm các bài hát bằng tiếng Anh, tựa đề "Like You Do". Anh cũng phối hợp với ca sĩ tiếng Anh Anne-Marie trong sản xuất bài hát "Bedroom".

## Tour lưu diễn
- Just JJ World Tour (2006–2007)
- I Am World Tour (2010–2011)
- Timeline World Tour (2013–2015)
- Sanctuary World Tour (2018–2021)

## Công việc khác
Lâm Tuấn Kiệt đã xuất hiện trong nhiều quảng cáo cho các thương hiệu như Sprite, Durex, Dota 2, Beats và Cornetto Royale.
Anh cũng là đại sứ du lịch của Singapore.
Anh cũng tham gia vào một sự kiện chống ma túy với tư cách là đại sứ, tại Đài Loan. Bài hát chủ đề cho sự kiện này là "Baby Baby", nằm trong album Westside của anh ấy.
Vào ngày 14 tháng 8, 2015, Lâm Tuấn Kiệt được chọn làm cố vấn cho Đội Harlem Yu trên The Voice of China (mùa 4).
Vào ngày 4 tháng 11, 2016, Lâm Tuấn Kiệt tham gia chương trình tạp kỹ "Dream Voice" với tư cách là một trong những người cố vấn cùng với Trương Huệ Muội, Tiêu Kính Đằng, Hebe Điền Phức Chân và Yu Quan. Anh ấy tiếp tục làm cố vấn cho mùa thứ hai của chương trình, được phát hành vào tháng 10 năm 2017, và mùa thứ ba, được phát hành vào tháng 10 năm 2018.
Năm 2017, Lâm Tuấn Kiệt thành lập Team Still Moving trực thuộc Gunfire (Team SMG), một đội esports chuyên nghiệp. Ban đầu tập trung vào Arena of Valor, Team SMG đã mở rộng sang các trò chơi khác như PlayerUnknown's Battlegrounds vào năm 2018 và Mobile Legends: Bang Bang vào năm 2020.
Năm 2019, anh tham gia show du lịch ẩm thực Trung Quốc, Chef Nic Tạ Đình Phong.
Vào ngày 24 tháng 2, 2021, Lâm Tuấn Kiệt đã biểu diễn liên khúc các bài hát ("A Whole New World", "Can You Feel the Love Tonight", "Let It Go" và "Embark") để kỷ niệm sự ra mắt chính thức của dịch vụ phát trực tuyến kỹ thuật số Disney+ tại Singapore, ra mắt một ngày trước đó vào ngày 23.

## Trích dẫn
1. ↑  (bằng tiếng Trung Quốc) GIO, Taiwan 15th Golden Melody Awards winners list Lưu trữ ngày 25 tháng 11 năm 2011 tại Wayback Machine ngày 12 tháng 5 năm 2004. Truy cập ngày 20 tháng 6 năm 2011
2. ↑  “Profile and Facts of JJ Lin: Bio, Net Worth, Fun Facts etc”. MIJ Miner8. ngày 18 tháng 5 năm 2017. Lưu trữ bản gốc ngày 1 tháng 11 năm 2018. Truy cập ngày 3 tháng 2 năm 2019.
3. ↑  Birchmeier, Jason. “Biography: JJ Lin”. AMG. Truy cập ngày 16 tháng 5 năm 2010.
4. ↑  Paige Lim (ngày 11 tháng 6 năm 2015). “Billy Koh made JJ Lin a big Mandopop star”. The Straits Times. Lưu trữ bản gốc ngày 10 tháng 3 năm 2018. Truy cập ngày 3 tháng 9 năm 2019.
5. ↑  “JJ Lin Earns Autograph-Signing World Record”. CRIENGLISH. ngày 23 tháng 7 năm 2007. Lưu trữ bản gốc ngày 3 tháng 3 năm 2016. Truy cập ngày 8 tháng 5 năm 2013.
6. ↑  Duzhe Issues 9–16 – Page 69 2008 "期待你的愛/林俊杰 "
7. ↑  “Connecting with American Fans: an interview with JJ Lin and Evonne Hsu”. Asia Pacific Arts. ngày 18 tháng 8 năm 2010. Bản gốc lưu trữ ngày 26 tháng 8 năm 2013. Truy cập ngày 14 tháng 2 năm 2011.
8. ↑  “林俊傑 – 官方網站”. Bản gốc lưu trữ ngày 5 tháng 4 năm 2012.
9. ↑  “Singer-songwriter JJ Lin is star of this year's Chingay parade”. The Straits Times. ngày 27 tháng 2 năm 2015. Lưu trữ bản gốc ngày 3 tháng 4 năm 2015. Truy cập ngày 1 tháng 3 năm 2015.
10. ↑  “JJ Lin stars in Ayumi Hamasaki's new MV”. Bản gốc lưu trữ ngày 22 tháng 8 năm 2015. Truy cập ngày 27 tháng 4 năm 2015.
11. ↑  浜崎あゆみ / The GIFT（ayumi hamasaki – The GIFT feat. JJ Lin）【Music Video】. ngày 16 tháng 3 năm 2015. Lưu trữ bản gốc ngày 21 tháng 4 năm 2015. Truy cập ngày 27 tháng 4 năm 2015.
12. ↑  Smith, Lamont Mark. “'I'll stay with you': Grateful netizens thank JJ Lin and Stefanie Sun for encouraging Wuhan medical staff with touching song, Business Insider – Business Insider Singapore”. www.businessinsider.sg (bằng tiếng Anh). Bản gốc lưu trữ ngày 22 tháng 2 năm 2020. Truy cập ngày 22 tháng 2 năm 2020.
13. ↑  “Mandopop singer JJ Lin releases new album, including an English song”. CNA Lifestyle. Truy cập ngày 11 tháng 7 năm 2021.
14. ↑  “JJ Lin unveils new single with Anne-Marie, 'Bedroom' — listen”. JJ Lin unveils new single with Anne-Marie, 'Bedroom' — listen | Bandwagon | Music media championing and spotlighting music in Asia. (bằng tiếng Anh). 22 tháng 4 năm 2021. Bản gốc lưu trữ ngày 22 tháng 7 năm 2021. Truy cập ngày 11 tháng 7 năm 2021.